# Acianthera hirsutula
Acianthera hirsutula é uma espécie de orquídea epífita, família Orchidaceae, que existe na Jamaica. Plantas de crescimento cespitoso, com caules na base recobertos por bainhas com pelos curtos. A inflorescência geralmente é mais curta que as folhas, com flores mais ou menos carnosas e pubescentes. Trata-se de planta sobre a qual não há muitas referências.

## Publicação e sinônimos
- Acianthera hirsutula (Fawc. & Rendle) Pridgeon & M.W.Chase, Lindleyana 16: 244 (2001).

Sinônimos homotípicos:
- Pleurothallis hirsutula  Fawc. & Rendle, J. Bot. 47: 3 (1909).